# Resident Evil: Dead Aim
Resident Evil: Dead Aim, chiamato Gun Survivor 4: Biohazard: Heroes Never Die (ガンサバイバー4 バイオハザード ヒーローズ・ネバー・ダイ?, Gan Sabaibā 4: Baiohazādo: Hīrōzu Nebā Dai) in Giappone, è un videogioco per PlayStation 2 della serie Resident Evil, pubblicato nel 2003.

## Trama
Il terrorista Morpheus Duvall, dopo aver rubato dai laboratori francesi dell'Umbrella alcuni campioni del virus-T, ha dirottato un transatlantico e si sta dirigendo verso l'America. Due agenti segreti, Bruce McGirven e Fong Ling, vengono inviati a bordo per indagare. Lì dovranno cimentarsi con mostri d'ogni genere, in particolare zombi, e riuscire a bloccare l'avanzata di Morpheus, spesso ricorrendo alla logica.

## Modalità di gioco
Resident Evil: Dead Aim è uno sparatutto sullo stile di The House of the Dead truccato da avventura. I due protagonisti possono muoversi liberamente all'interno della nave, ma il loro vero compito è ripulirla da tutte le creature deformi create dal virus-T. Le ambientazioni sono realistiche e dettagliate, mentre si nota un notevole aumento del numero dei poligoni su schermo rispetto alla versione precedente.

## Accoglienza
La rivista Play Generation lo classificò come il secondo gioco con il packshot più orripilante tra quelli usciti su PlayStation 2.